# Sanjar Tursunov (boxe anglaise)
Sanjar Tursunov est un boxeur ouzbek né le 18 août 1998.

## Carrière
Sa carrière amateur est principalement marquée par une médaille de bronze remportée aux championnats du monde de 2017 dans la catégorie des poids lourds.

## Palmarès

### Championnats du monde
- Médaille de bronze en -91 kg en 2017 à Hambourg, Allemagne

### Championnats d'Asie
- Médaille d'argent en -91 kg en 2019 à Bangkok, Thaïlande